# Ecuadogastrura trinkleini
Ecuadogastrura trinkleini är en urinsektsart som beskrevs av Palacios-Vargas och ?E. Thibaud 200. Ecuadogastrura trinkleini ingår i släktet Ecuadogastrura och familjen Hypogastruridae. Inga underarter finns listade i Catalogue of Life.